# Верхнее Сеченово
Ве́рхнее Се́ченово — деревня в Томском районе Томской области. Входит в состав Рыбаловского сельского поселения. Население на 1 января 2015—158 чел.
Расстояние до центра поселения (с. Ры́балово) — 14 км, до Томска — 55 км.

## Социальная сфера и экономика
В Верхнем Сеченове есть школа, фельдшерско-акушерский пункт и почтовое отделение.
Экономические субъекты — местное отделение СПК «Рыбалово», цех по переработке пластмассы, магазин и фермерское хозяйство.

## Население
| 2002 | 2008 | 2009 | 2010 | 2011 | 2012 | 2013 |
| ---- | ---- | ---- | ---- | ---- | ---- | ---- |
| 242  | ↘226 | ↗227 | ↘167 | →167 | ↗168 | ↘159 |
| 2014 | 2015 | 2021 |      |      |      |      |
| ↗160 | ↘158 | ↘139 |      |      |      |      |

## Местная власть
Сельским поселением руководят Глава поселения и Совет. Глава поселения — Науменко Алексей Александрович, Совет возглавляет Кухальский Сергей Борисович.